# Robert Sullivan
John Robert Sullivan (ur. 28 czerwca 1944) – brytyjski judoka. Olimpijczyk z Monachium 1972, gdzie zajął osiemnaste miejsce w wadze półśredniej.
Brązowy medalista mistrzostw Europy w drużynie w 1972 roku. 
Robert Sullivan po zakończeniu kariery sportowej został menedżerem wokalistki Bonnie Tyler, która 14 lipca 1973 została jego żoną. Mieszkają w Swansea w Walii, mają też dom w Portugalii. 

## Letnie Igrzyska Olimpijskie 1972
| Konkurencja | Eliminacje            | Klas. końcowa |
| Konkurencja | Przeciwnik I          | Miejsce       |
| ----------- | --------------------- | ------------- |
| 70 kg       | Antal Hetényi (HUN) P | 18.           |